# Campeonato Europeo de Karate de 2025
El LX Campeonato Europeo de Karate se celebró en Ereván (Armenia) entre el 7 y el 11 de mayo de 2025 bajo la organización de la Federación Europea de Karate (EKF) y la Federación Armenia de Karate.
Inicialmente, el campeonato se iba a disputar en Bakú (Azerbaiyán), pero esta sede fue cancelada.
Las competiciones se realizaron en el Complejo Karen Demirchian de la capital armenia.

## Medallistas

### Masculino
| Evento                     | Oro                                                                                              | Plata                                                                         | Bronce |
| -------------------------- | ------------------------------------------------------------------------------------------------ | ----------------------------------------------------------------------------- | --- |
| Kumite –60 kg (10.05)      | Ajmed Ajmedov · EKF-1                                                                            | Orges Arifi · Albania                                                         | Balša Vojinović · Montenegro · Yura Zalian · Armenia                                                                      |
| Kumite –67 kg (10.05)      | Ömer Özer Turquía                                                                                | Yurik Ogannisian · EKF-1                                                      | Nenad Dulović · Montenegro · Muhammed Özdemir · Alemania                                                                  |
| Kumite –75 kg (10.05)      | Ernest Sharafutdinov · EKF-1                                                                     | Nemanja Mikulić · Montenegro                                                  | Betim Maliqi · Kosovo · Konstantinos Zyguris · Grecia                                                                     |
| Kumite –84 kg (10.05)      | Ivan Kvesić · Croacia                                                                            | Valeri Chobotar · Ucrania                                                     | Janne Haubold · Alemania · Gor Nersisian · Armenia                                                                        |
| Kumite +84 kg (10.05)      | Mehdi Filali Francia                                                                             | Anđelo Kvesić · Croacia                                                       | Ryzvan Talibov · Ucrania · Matteo Avanzini · Italia                                                                       |
| Kumite por equipos (11.05) | Italia                                                                                           | Croacia                                                                       | Francia Grecia |
| Kata individual (10.05)    | Enes Özdemir Turquía                                                                             | Raúl Martín Romero · España                                                   | Vladimir Mijač · Montenegro · Alessio Ghinami · Italia                                                                    |
| Kata por equipos (11.05)   | España · Raúl Martín Romero · Salvador Balbuena · Iván Martín Montenegro · Alejandro Galán Lacón | Italia · Alessio Ghinami · Gianluca Gallo · Mattia Busato · Alessandro Iodice | Francia Lucas Hoffmann Tom Peltier Mahel Stassiaux Gaetan Couture Turquía Enes Özdemir Emre Vefa Göktaş Hüseyin Can Göksu |

### Femenino
| Evento                     | Oro                                                                                                | Plata                                                             | Bronce |
| -------------------------- | -------------------------------------------------------------------------------------------------- | ----------------------------------------------------------------- | --- |
| Kumite –50 kg (10.05)      | Ema Sgardelli · Croacia                                                                            | Erminia Perfetto · Italia                                         | Aleksandra Mihailova · Letonia · Shara Hubrich · Alemania                                                                       |
| Kumite –55 kg (10.05)      | Mia Bitsch · Alemania                                                                              | Jennifer Warling Luxemburgo                                       | Ivet Goranova · Bulgaria · Anna Chernyshova · EKF-1                                                                             |
| Kumite –61 kg (10.05)      | Olexandra Soholova · Ucrania                                                                       | Beata Girvica Letonia                                             | Anna-Johanna Nilsson · Suecia · Anastasiya Semenenko · Alemania                                                                 |
| Kumite –68 kg (10.05)      | Hannah Riedel · Alemania                                                                           | María Nieto Mejías · España                                       | Elina Sieliemienieva · Ucrania · Elena Quirici · Suiza                                                                          |
| Kumite +68 kg (10.05)      | Kyriakí Kydonaki · Grecia                                                                          | Dariya Bulay · Ucrania                                            | Nikolina Golomboš · Croacia · María Torres García · España                                                                      |
| Kumite por equipos (11.05) | Alemania                                                                                           | Francia                                                           | Kosovo Italia |
| Kata individual (10.05)    | Terryana D'Onofrio · Italia                                                                        | Helvétia Taily Francia                                            | Dilara Bozan · Turquía · Paola García Lozano · España                                                                           |
| Kata por equipos (11.05)   | España · Paola García Lozano · Carla Guardeño León · Irene Alcaraz Carrión · Sara Tabuenca Serrano | Portugal Ana Cruz Natacha Fernandes Maisa Caridade Beatriz Portal | Italia · Terryana D'Onofrio · Michela Rizzo · Elena Roversi · Orsola D'Onofrio Francia · Maï-Linh Bui · Marie Bui · Léa Severan |

## Medallero
| Núm. | País       | Oro | Plata | Bronce | Total |
| ---- | ---------- | --- | ----- | ------ | ----- |
| 1    | Alemania   | 3   | 0     | 4      | 7     |
| 2    | Italia     | 2   | 2     | 4      | 8     |
| 3    | España     | 2   | 2     | 2      | 6     |
| 4    | Croacia    | 2   | 2     | 1      | 5     |
| 5    | EKF-1      | 2   | 1     | 1      | 4     |
| 6    | Turquía    | 2   | 0     | 2      | 4     |
| 7    | Francia    | 1   | 2     | 3      | 6     |
| 8    | Ucrania    | 1   | 2     | 2      | 5     |
| 9    | Grecia     | 1   | 0     | 2      | 3     |
| 10   | Montenegro | 0   | 1     | 3      | 4     |
| 11   | Letonia    | 0   | 1     | 1      | 2     |
| 12   | Albania    | 0   | 1     | 0      | 1     |
| 12   | Luxemburgo | 0   | 1     | 0      | 1     |
| 12   | Portugal   | 0   | 1     | 0      | 1     |
| 15   | Armenia    | 0   | 0     | 2      | 2     |
| 15   | Kosovo     | 0   | 0     | 2      | 2     |
| 17   | Bulgaria   | 0   | 0     | 1      | 1     |
| 17   | Suecia     | 0   | 0     | 1      | 1     |
| 17   | Suiza      | 0   | 0     | 1      | 1     |
|      | TOTAL      | 16  | 16    | 32     | 64    |